# Isobel Borlase
Isobel Borlase (Melbourne, 12 de setembro de 2004) é uma jogadora de basquete australiana. Ela estreou pelo Lightning em 2022 e, em 2023, ganhou o prêmio WNBL Sixth Woman of the Year e WNBL Breakout Player of the Year. Em 2024, ela foi nomeada para o All-WNBL First Team e foi escolhida na 20ª posição geral pelo Atlanta Dream no draft da WNBA.

## Início da vida
Borlase nasceu em Melbourne, Victoria, no subúrbio de Sandringham. Ela cresceu em Adelaide, Austrália do Sul, onde estudou no Loreto College e no Mercedes College. Ela jogou basquete júnior pelo Forestville Eagles e levou o South Australia Metro à vitória no Campeonato Australiano Sub-18 de 2021. Ela também jogou netball e surfou salva-vidas.
Borlase ingressou no Centro de Excelência do Basquete da Austrália em 2021, onde jogou quatro partidas na Liga Waratah. Enquanto estava em Canberra, ela frequentou o Lake Ginninderra College.

## Carreira
Em janeiro de 2022, Borlase se juntou ao Adelaide Lightning da Liga Nacional de Basquete Feminino (WNBL) para o resto da temporada 2021-22. Ela apareceu em um jogo.
Com o Centro de Excelência em 2022 na NBL1, Borlase teve médias de 13,57 pontos, 5,29 rebotes, 2,64 assistências e 2,0 roubos de bola em 14 jogos.
Em setembro de 2022, Borlase renovou com o Adelaide Lightning para a temporada 2022-23 da WNBL. Na abertura da temporada, ela teve 25 pontos e nove rebotes em uma derrota para o Southside Flyers. Ela terminou a temporada com média de 13,5 pontos por jogo. Ela foi posteriormente nomeada Sexta Mulher do Ano da WNBL e Jogadora Revelação do Ano da WNBL.
Borlase se juntou ao Forestville Eagles da NBL1 Central para a temporada de 2023, mas apareceu em apenas dois jogos. Uma lesão nas costas a limitou durante a entressafra de 2023.
Em maio de 2023, Borlase renovou com o Adelaide Lightning para a temporada 2023-24 da WNBL. Ela entrou nas discussões de escolha do draft da WNBA em sua segunda temporada completa e, com a capitã da equipe Stephanie Talbot afastada, ela começou a assumir mais responsabilidades. Em 7 de janeiro de 2024, ela marcou 31 pontos, o recorde de sua carreira, em uma derrota por 84-68 para o Perth Lynx. Ela foi nomeada para o All-WNBL First Team após uma média de 15,6 pontos, 4,7 rebotes e 2,5 assistências por jogo.
Em 15 de abril de 2024, Borlase foi selecionada pelo Atlanta Dream com a 20ª escolha geral no draft da WNBA de 2024. Escolhendo permanecer em Adelaide por mais 12 meses, Borlase se juntou ao Forestville Eagles para a temporada 2024 da NBL1 Central. Em seis jogos pelos Eagles, ela teve médias de 15,33 pontos, 5,33 rebotes, 3,17 assistências e 2,33 roubos de bola por jogo.
Borlase retornou ao Adelaide Lightning para a temporada 2024-25 da WNBL.
Nos Jogos Olímpicos de Verão de 2024, em Paris, conquistou a medalha de bronze no torneio feminino do basquetebol, após vencer confronto contra a equipe belga por 85–81 na decisão do terceiro lugar.